# The program (L'ídol)
The program (L'ídol) és una pel·lícula biogràfica dramàtica del 2015 sobre Lance Armstrong dirigida per Stephen Frears, protagonitzada per Ben Foster com a Armstrong i Chris O'Dowd com a periodista David Walsh. S'ha doblat al català.
La pel·lícula està basada en el llibre de Walsh del 2012, Seven Deadly Sins. Es va estrenar al Festival Internacional de Cinema de Toronto el 14 de setembre de 2015 i va arribar als cinemes de França el 16 de setembre i del Regne Unit el 14 d'octubre.
El rodatge principal va començar l'octubre de 2013.